# Callionymidae
La famiglia Callionymidae, comprende oltre 130 specie (ma alcune fonti ne indicano circa 180) di pesci marini perciformi, conosciuti comunemente come dragonetti.

## Distribuzione e habitat
Queste specie sono originarie della fascia tropicale dell'Indo-Pacifico. 

Nelle acque italiane sono presenti sei specie di callionimidi: Callionymus fasciatus dragoncello fasciato; Callionymus lyra dragoncello; Callionymus maculatus dragoncello macchiato; Callionymus pusillus dragoncello turchese; Callionymus risso dragoncello minore; Synchiropus phaeton dragoncello rosa. 

L'habitat tipico è quello dei fondali sabbiosi di lagune e reef, sporadicamente si possono trovare anche nelle barriere coralline.

## Descrizione
I Callionimidi presentano particolari caratteristiche anatomiche come un corpo cilindrico, affusolato, con occhi sporgenti sulla testa spinosa. La pelle non è coperta da squame, ma protetta da uno spesso strato di muco, in alcune specie maleodorante o addirittura velenoso. 

La pinna dorsale è doppia: la prima solitamente è più sviluppata e colorata, con 4-6 raggi robusti, la seconda è composta da 6-10 raggi a punta forcuta. L'anale è speculare alla seconda dorsale; le pinne pettorali e ventrali sono tondeggianti e robuste, la caudale rotonda. 

Molte specie presentano un dimorfismo sessuale accentuato: maschi e femmine presentano colorazioni differenti e i maschi inoltre hanno dei filamenti sulle spine della prima pinna dorsale, peraltro più sviluppata di quella delle femmine. Synchiropus rameus presenta questi caratteri estremamente accentuati. 

La specie più grande, Callionymus gardineri, raggiunge una lunghezza di 25 cm e la più piccola (Callionymus sanctaehelenae) raggiunge appena i 2 cm.
La famiglia dei Draconettidae può essere considerata sorella in quanto entrambe le famiglie hanno caratteristiche molto simili; tuttavia questi pesci sono notturni e difficilmente sono stati studiati a fondo come i Callionimidi. Anche la famiglia dei Gobiidae è evolutivamente molto vicina.

## Comportamento
I maschi hanno carattere fortemente territoriale e sono aggressivi con i conspecifici.

## Riproduzione
L'accoppiamento è a fecondazione esterna, i pesci nuotano ventre contro ventre verso l'alto, il maschio tiene la femmina con le larghe pinne pettorali: uova e sperma vengono emessi contemporaneamente. Le uova fecondate sono disperse nelle acque, diventando per un certo periodo di tempo parte del plancton.

## Alimentazione
I Callionimidi si cibano di piccoli molluschi, crostacei e invertebrati che scovano nella sabbia, mentre si muovono nel loro modo tipico, procedendo a scatti tastando il fondo con le pinne ventrali.

## Acquariofilia
Il genere Synchiropus accomuna specie splendidamente colorate, di grande interesse tra gli acquariofili; la specie più conosciuta è Synchiropus splendidus, chiamato Pesce mandarino, dalla vistosa ed attraente livrea blu e verde e dal muco velenoso per l'uomo e per gli altri abitanti della vasca.